# Сирдар'я (Ариська міська адміністрація)
Си́рдар'я (каз. Сырдария) — колишнє село у складі Ариської міської адміністрації Туркестанської області Казахстану. Входить до складу Ходжатогайського сільського округу. Зняте з обліку у 2023 році та включено до складу міста Арис.
До 2011 року село називалось Задар'я.
Населення — 3861 особа (2009; 63744 в 1999).